# Мечеть Кізімказі
6°26′00″ пд. ш. 39°28′00″ сх. д. / 6.4333333333333° пд. ш. 39.466666666667° сх. д.

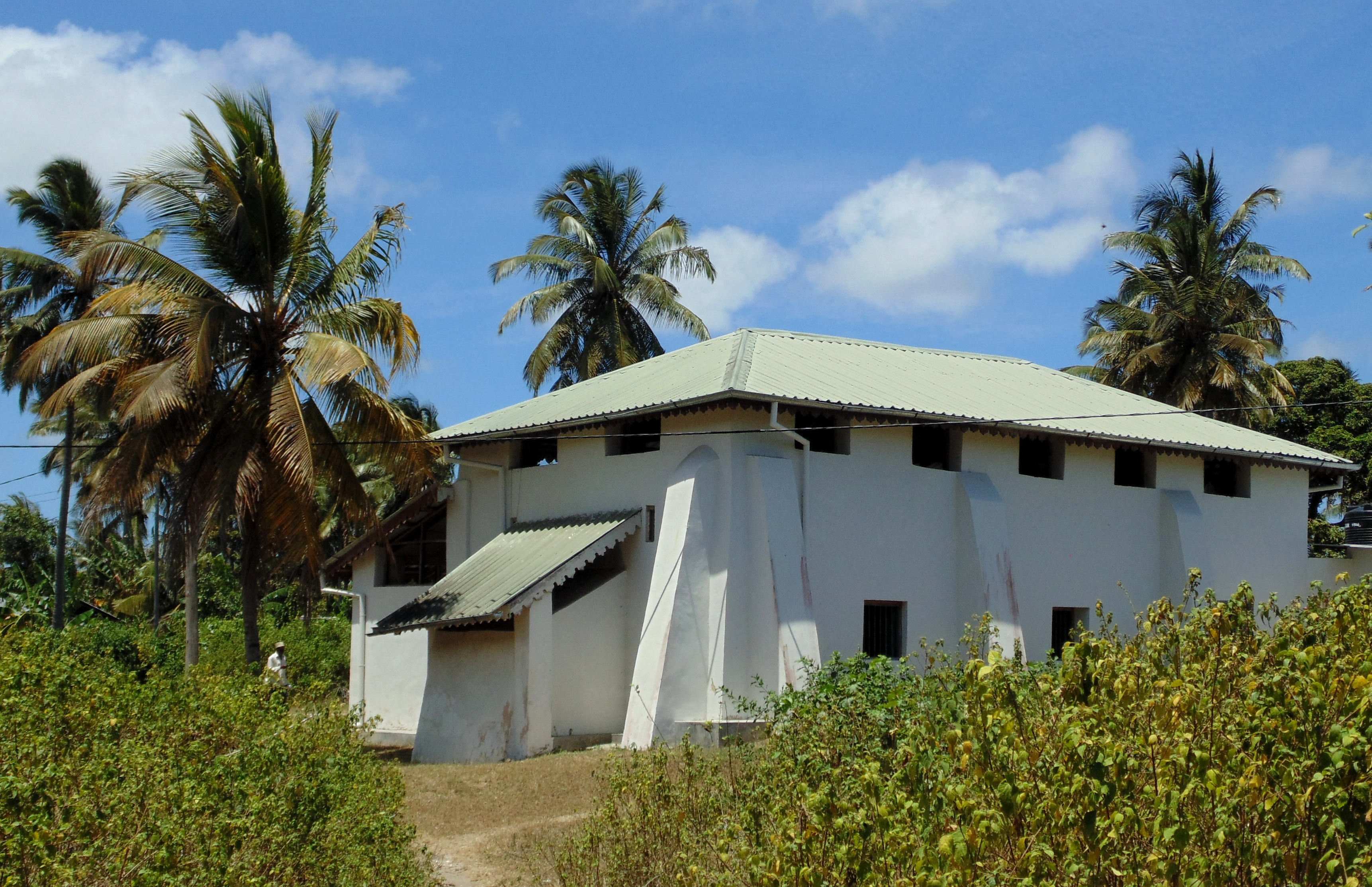
Зовнішній вигляд мечеті

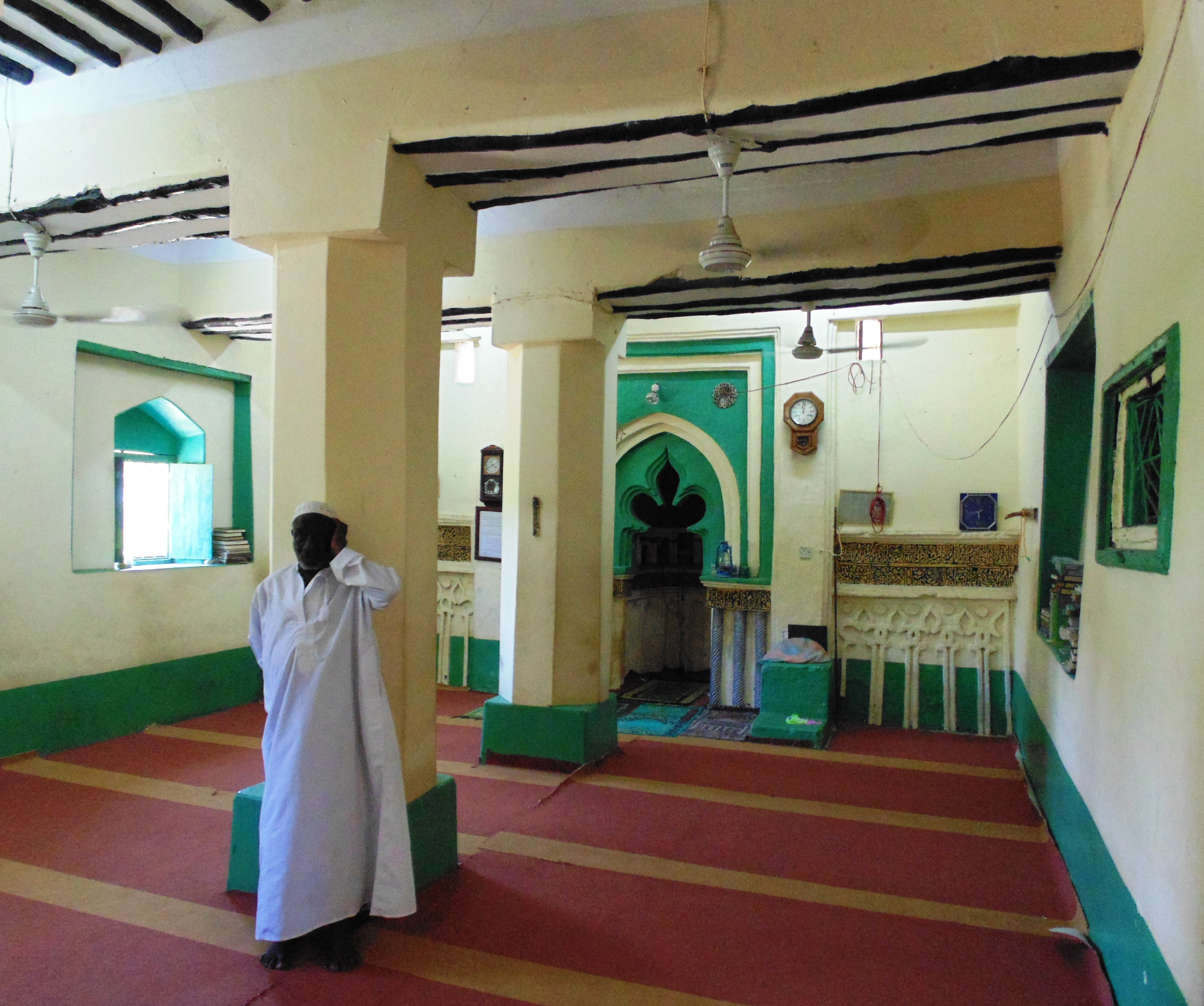
Інтер'єр мечеті

Мечеть Кізімказі (суах. Msikiti mkongwe wa Kizimkazi Dimbani)  — мечеть у селищі Дімбані на півдні острова Унгуджа (Занзібар). Найдавніша архітектурна споруда острова і, можливо, найперша мечеть у Південній півкулі.

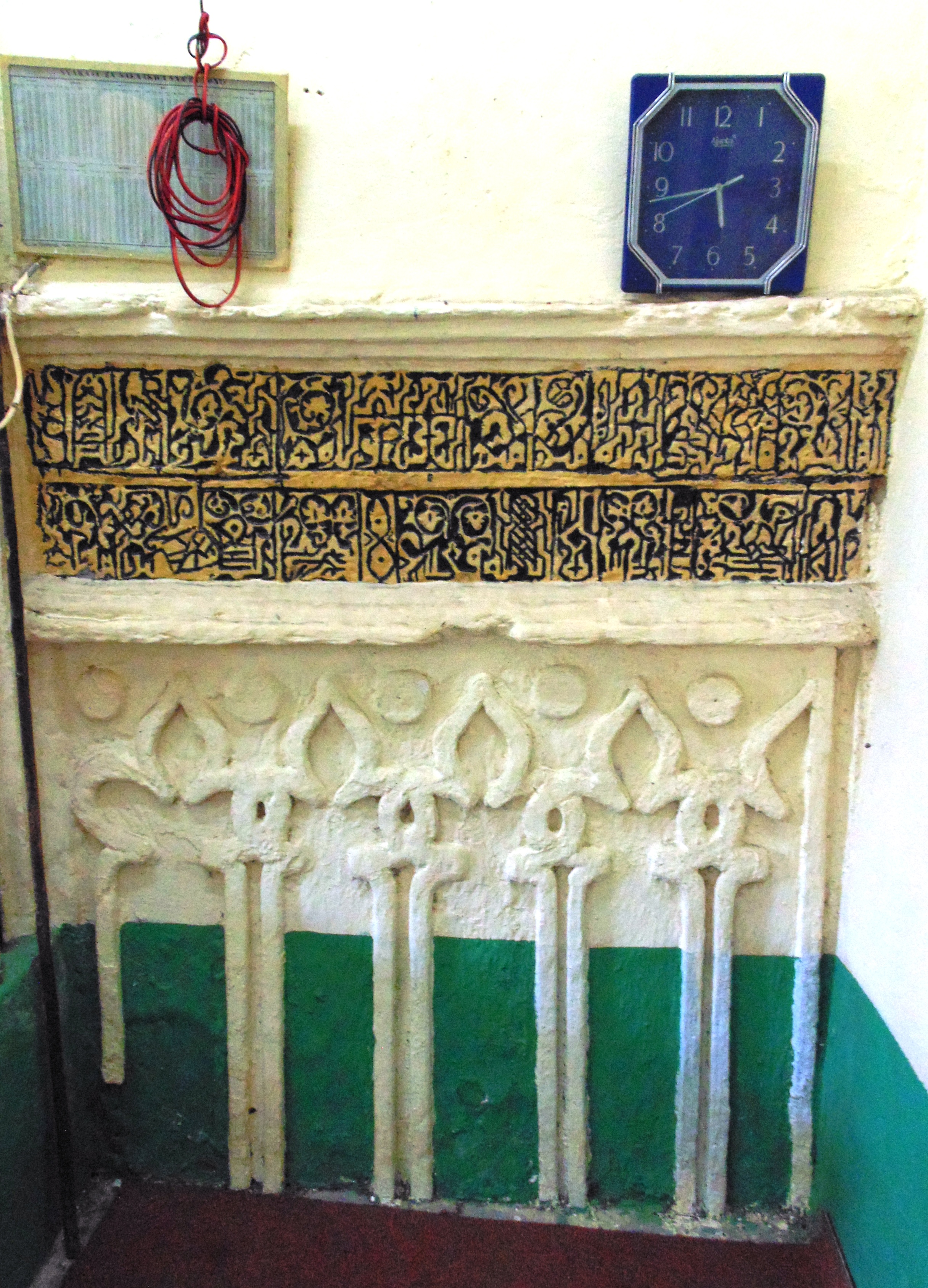
Деталь інтер'єра

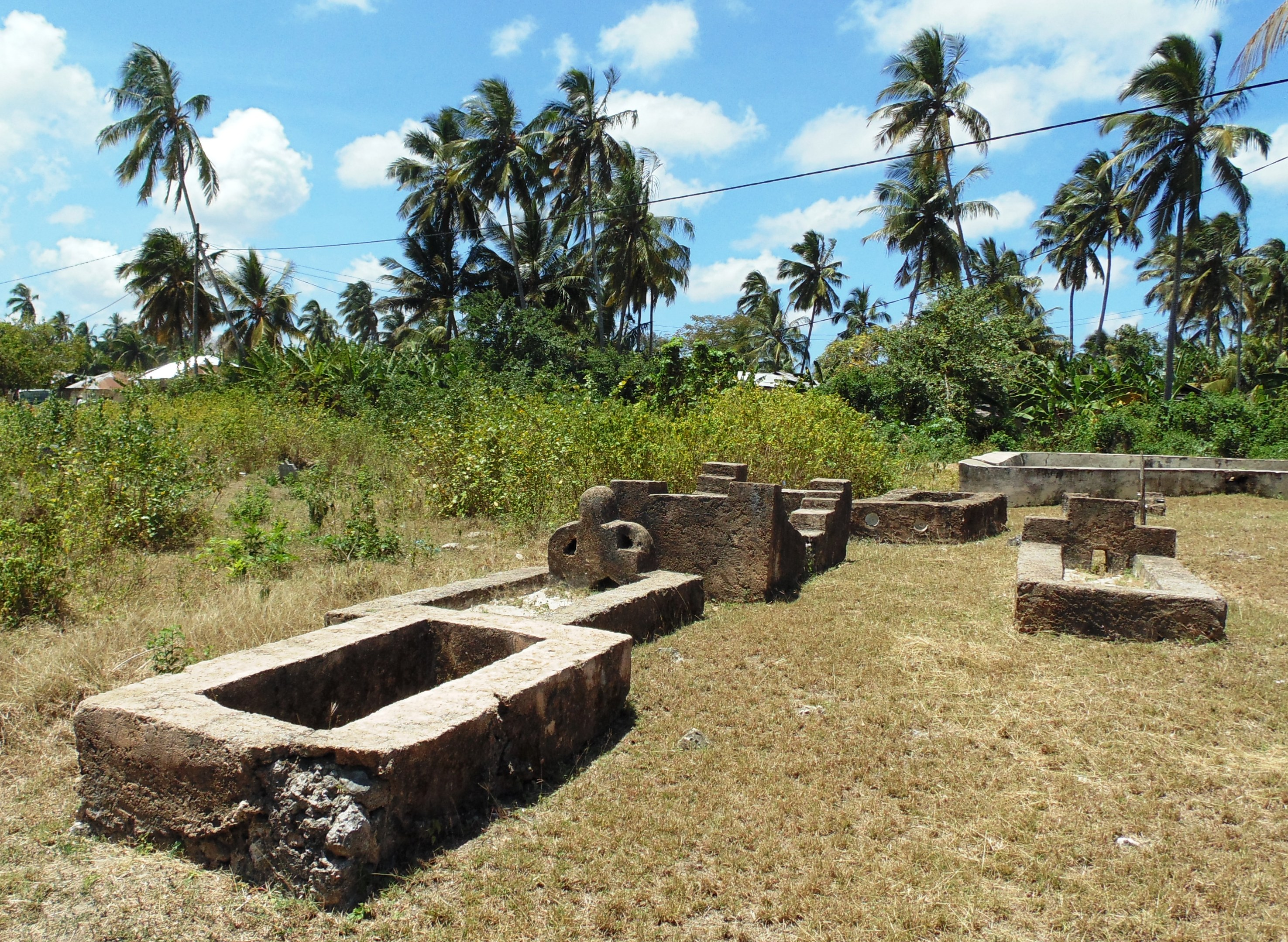
Цвинтар

Встановити дату заснування мечеті дозволив знайдений у ній куфічний напис, в якому згаданий 1107 рік. Деякі деталі мечеті також можна віднести до XII ст., хоча більша частина будівлі вочевидь була зведена в XVIII ст. Тоді ж був збудований і нинішній міхраб у вигляді трилисника, форма якого часто відтворюється і в занзібарських мечетях XIX ст.
Поруч із мечеттю розташований цвинтар. Принаймні деякі поховання на ньому можна датувати XVII ст.